# Svalstjärtad mås
Svalstjärtad mås, (Creagrus furcatus) är en egenartad måsfågel begränsad till västra Sydamerika. Som unikt för sin familj är den nattlevande. Den häckar huvudsakligen på Galápagosöarna i Stilla havet. Tillfälligt har den påträffats ända upp till USA:s västkust. Beståndet anses vara livskraftigt. Arten är systerart till alla andra måsar och trutar.

## Kännetecken

### Utseende

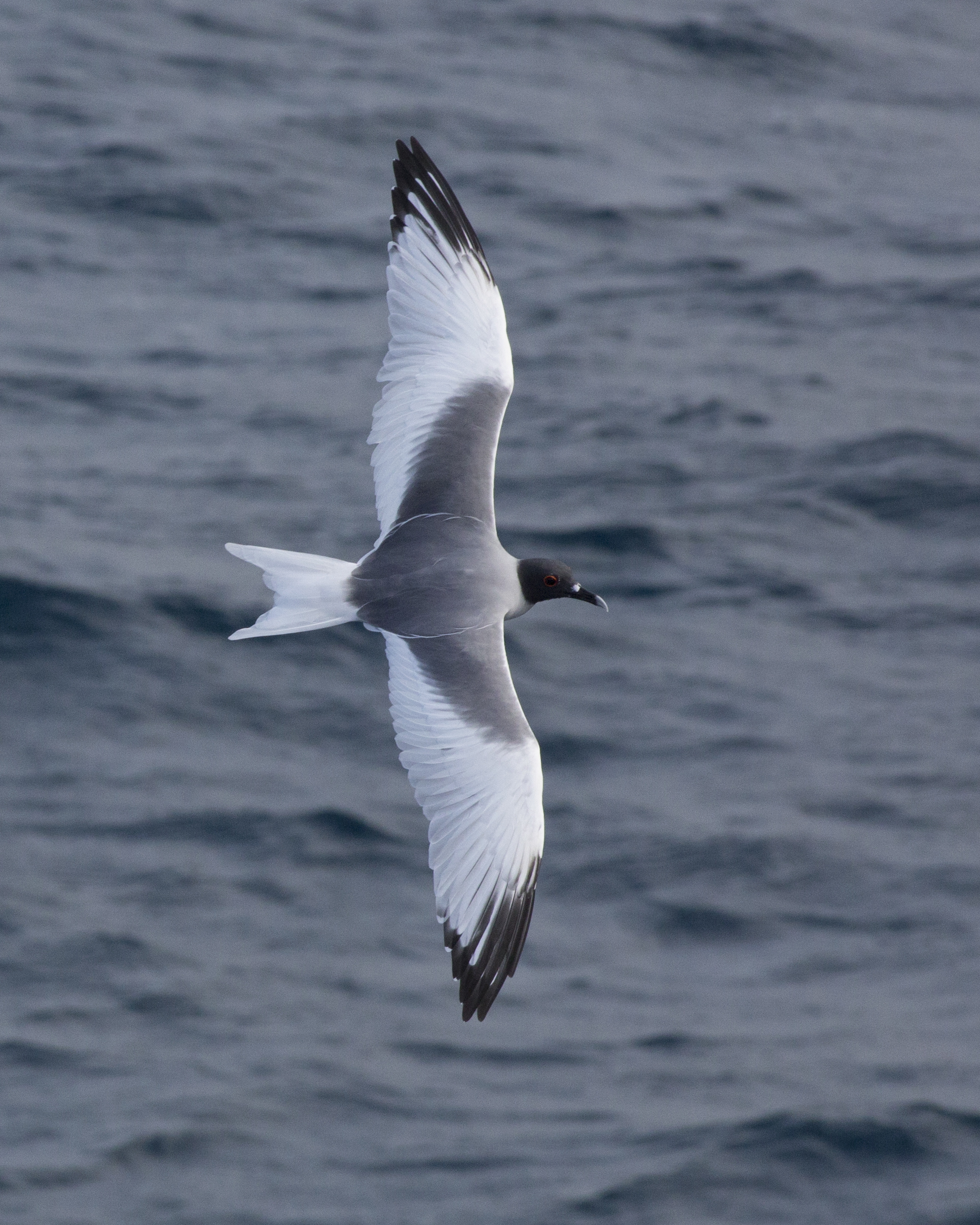
I flykten ses den karaktäristiska kluvna stjärten och trefärgade ovansida.

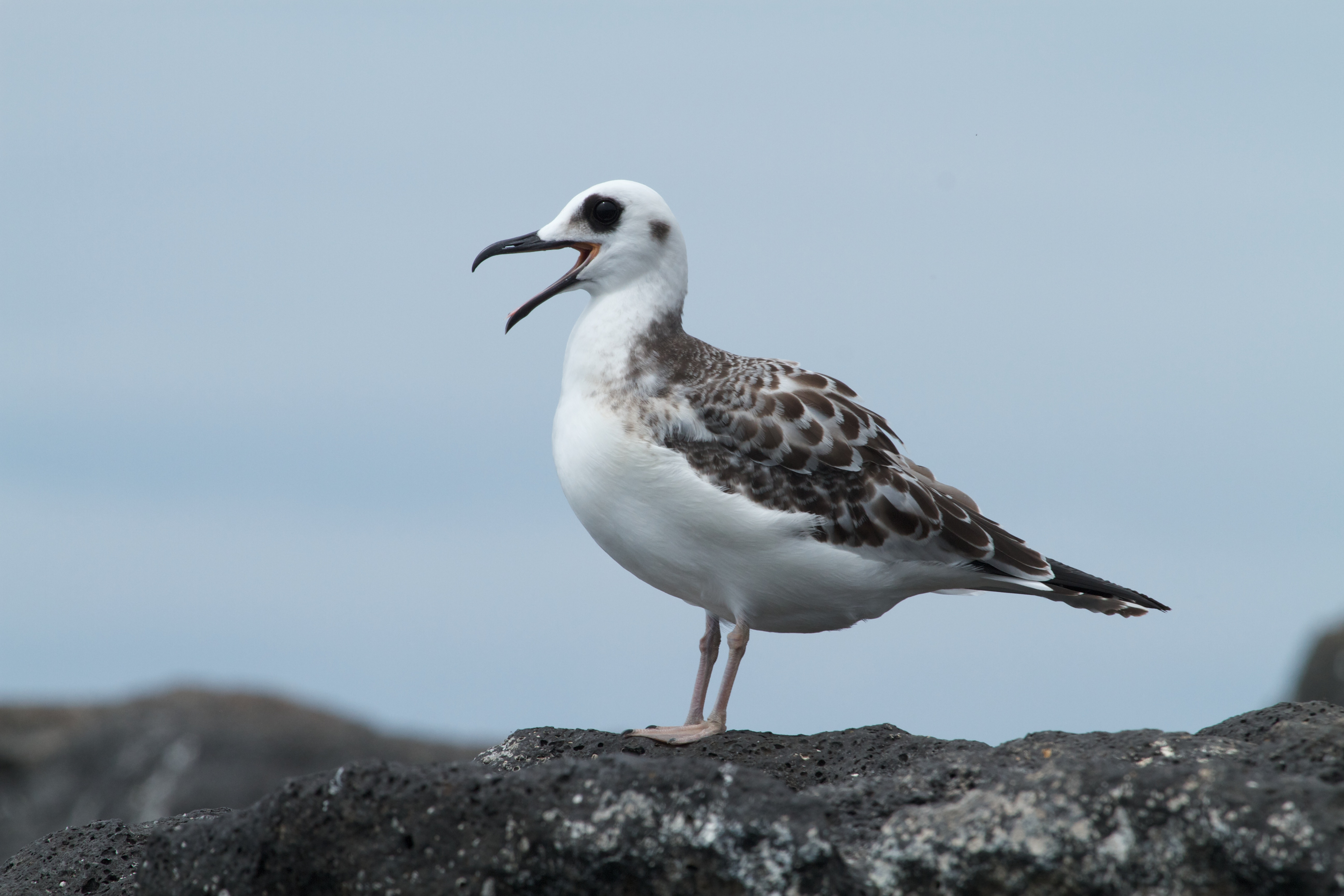
Svalstjärtad mås i första vinterdräkt.

Svalstjärtad mås är en mycket karakteristisk mås med djupt kluven stjärt. Den mäter 51–61 centimeter och har ett vingspann på 124–139 centimeter. I häckningsdräkt har den svart huvud med en lysande röd ganska köttig orbitalring runt ögat. I vinterdräkt är huvudet vitt och orbitalringen svart. I övrigt är övre delen av bröstet liksom ryggen och delar av armtäckarna skiffergrå, medan vingpennorna och övriga täckare är vita förutom de yttre vingpennorna som är svarta. Den huvudsakligen svarta näbben har en kontrasterande vit spets.
I första vinterdräkt har den mörkt bruna fjädrar med vita fjäderbrän vilket ger den en vattrad rygg. Undersidan, stjärten och huvudet är vitt och den har en kraftigt svart fläck runt ögat och en mindre diffus brunaktig fläck bakom ögat. 

### Nattsyn
Arten har ovanligt stora ögon vilket möjliggör det nattliga födosöket. De har också en välutvecklad tapetum lucidum längst bak i ögat som reflekterar det synliga ljuset och därmed ökar tillgängligt ljus för näthinnan.

### Läte
Arten har en rad olika läten som tros användas som ekolokalisering. Det vanligaste lätet är ett skallrande ljud uppblandat med ett genomträngande "pee”.

## Utbredning
Arten häckar framför allt i Galápagosöarna men också på ön Malpelo utanför Colombia. I Galápagosöarna finns den framför allt kring de östra öarna Española, Genovesa och Wolf där vattnet är varmare. Utanför häckningstid lever den pelagiskt och återfinns från Ecuador till norra Chile. Fynd utanför Costa Rica tyder på att den förekommer regelbundet där, åtminstone mellan mars och maj. Tillfälligt har den påträffats i Panama och Nicaragua samt vid flera tillfällen utmed Stillahavskusten i USA, så långt norrut som till Seattle på USA:s västkust.

## Systematik
Svalstjärtad mås placeras som ensam art i släktet Creagrus och utgör systertaxa till alla andra måsar och trutar i underfamiljen måsar och trutar (Larinae). Den behandlas även som monotypisk, det vill säga att den inte delas in i några underarter.
Svalstjärtad mås beskrevs vetenskapligt av Adolphe Simon Neboux år 1846 under protonymet Larus fuscatus. Typexemplaret hävdades initialt felaktigt vara från Monterery Bay i Kalifornien. Släktnamnet Creagrus, först använt av Charles Lucien Bonaparte 1854, är en sammansättning av grekiska kreagra (κρεαγρα) som betyder "köttkrok", vilket syftar på fågelns krökta näbbspets, och agreo (αγρεω), "att fånga". Artnamnet furcatus är latin och betyder "kluven", efter furca, en tvåspetsad gaffel.

## Levnadssätt
Svalstjärtad mås är unik bland måsfåglar i att uteslutande födosöka på natten, och lever huvudsakligen på fisk och bläckfisk som kommer upp till ytan på natten i jakt på plankton. Den lämnar häckningskolonin i skymningen.

### Häckning

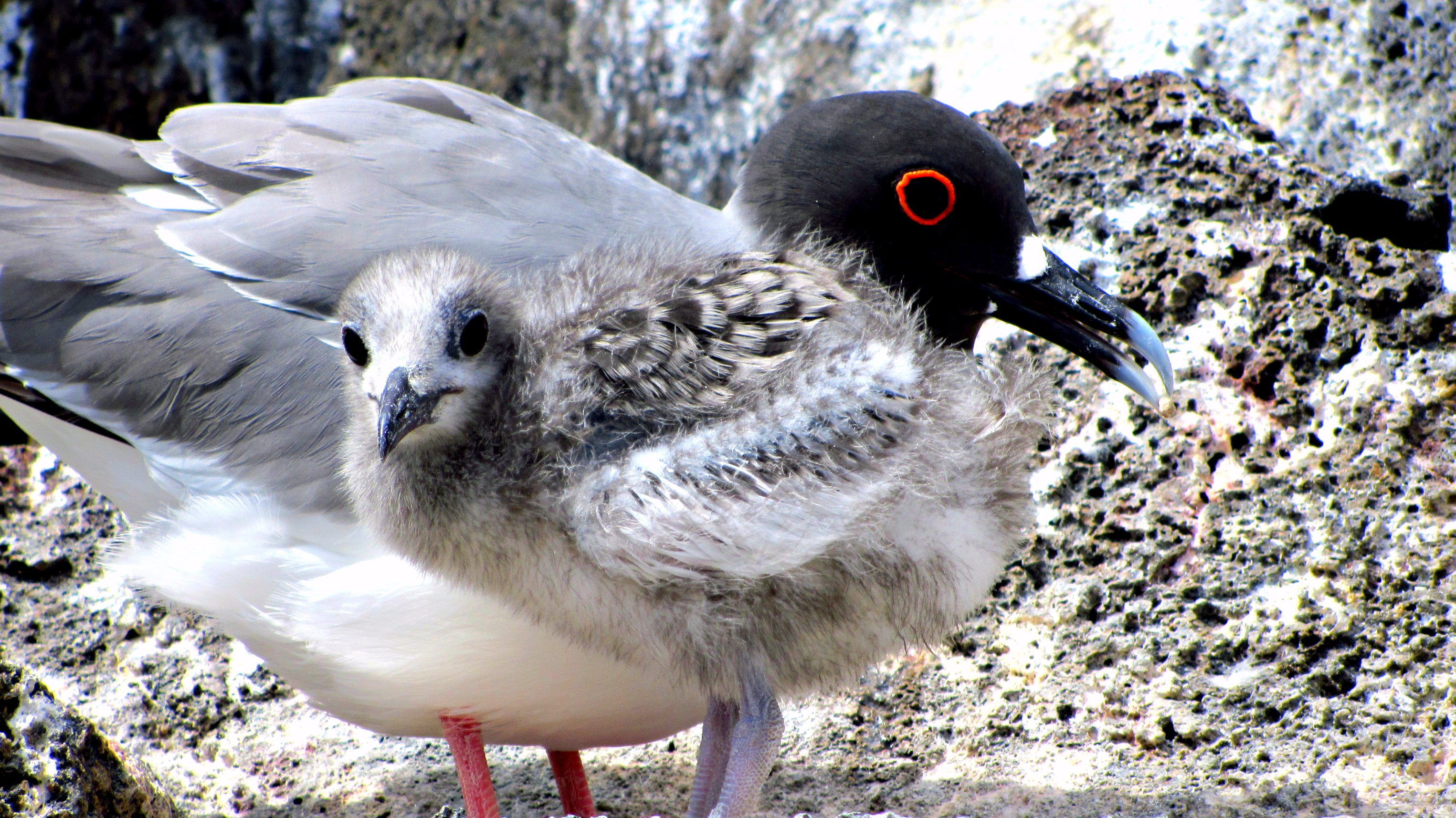
Adult svalstjärtad mås med unge.

Arten häckar året runt i artblandade kolonier på klippor från fem års ålder i par som håller ihop från år till år. Själva boet byggs på en plattform, oftast lägre än tio meter över havsytan, där fågeln skrapar ihop små lavabitar, vit korall och taggar från sjöborrar för att förhindra ägget från att rulla runt. Honan lägger ett spräckligt ägg som ruvas i 31–34 dagar. Ungen är flygg efter 60–70 dagar men fortsätter att matas vidare av sina föräldrar till ungefär 90 dagar efter kläckningen.

## Status och hot
Svalstjärtad mås har ett stort utbredningsområde, men en relativt liten världspopulation vars trend dessutom är okänd. Internationella naturvårdsunionen IUCN anser dock att den inte kan anses hotad, varför den kategoriseras som livskraftig (LC).
Beståndet uppskattas till mellan 10 000 och 15 000 par i fler än 50 kolonier på alla större öar i Galápagosöarna. På ön Malpelo utanför Colombia häckar 50 par. Den är i nuläget skyddad av Galápagos National Park, men ökad befolkning och utökat fiske kan hota arten på sikt.
Svalstjärtad mås har noterats periodvis bli drabbad av födobrist, särskilt i samband med väderfenomenet El Niño, vilket resulterar i tillfälliga avbrott i dess häckningscykler. Fågelns utdragna häckningstid i de olika kolonisera begränsar påverkan och beståndet verkar kunna återhämta sig under efterföljande år.